# Picanya (kommunhuvudort)
Picanya är en kommunhuvudort i Spanien.   Den ligger i provinsen Província de València och regionen Valencia, i den östra delen av landet, 300 km öster om huvudstaden Madrid. Picanya ligger 35 meter över havet och antalet invånare är 11 053.
Terrängen runt Picanya är platt, och sluttar österut.Runt Picanya är det mycket tätbefolkat, med 4 343 invånare per kvadratkilometer. Närmaste större samhälle är Valencia, 6,3 km nordost om Picanya. Trakten runt Picanya består till största delen av jordbruksmark.